# Bezirk Suhl
Der Bezirk Suhl wurde 1952 nach Auflösung der Länder in der Deutschen Demokratischen Republik als kleinster der insgesamt 14 Bezirke gegründet.

## Verwaltungsgliederung
Der Bezirk umfasste einen Stadtkreis sowie acht Landkreise:
| ehm. Kreis- nummer (TGS) | Kreis            | Bevölkerung am 3. Oktober 1990 | Bevölkerung am 3. Oktober 1990 | Bevölkerung am 3. Oktober 1990 | Anzahl der Gemeinden | Fläche (ha) am Jahres- ende 1990 | Kreis-Nr. von 1990 bis 1994 (AGS) |
| ehm. Kreis- nummer (TGS) | Kreis            | insgesamt                      | männlich                       | weiblich                       | Anzahl der Gemeinden | Fläche (ha) am Jahres- ende 1990 | Kreis-Nr. von 1990 bis 1994 (AGS) |
| ------------------------ | ---------------- | ------------------------------ | ------------------------------ | ------------------------------ | -------------------- | -------------------------------- | --------------------------------- |
| 1131..                   | Suhl, Stadtkreis | 55055                          | 26523                          | 28532                          | 1                    | 6600                             | 16004…                            |
| 1101..                   | Bad Salzungen    | 87660                          | 42602                          | 45058                          | 61                   | 62162                            | 16015…                            |
| 1102..                   | Hildburghausen   | 57756                          | 27781                          | 29975                          | 77                   | 69671                            | 16023…                            |
| 1103..                   | Ilmenau          | 66499                          | 31602                          | 34897                          | 28                   | 34684                            | 16024…                            |
| 1105..                   | Meiningen        | 67948                          | 32769                          | 35179                          | 60                   | 70514                            | 16028…                            |
| 1104..                   | Neuhaus/Rwg.     | 36461                          | 17128                          | 19333                          | 27                   | 32076                            | 16030…                            |
| 1106..                   | Schmalkalden     | 63263                          | 30266                          | 32997                          | 34                   | 40567                            | 16036…                            |
| 1107..                   | Sonneberg        | 56910                          | 26887                          | 30023                          | 37                   | 30611                            | 16040…                            |
| 1108..                   | Suhl-Land        | 43639                          | 20720                          | 22919                          | 32                   | 38669                            | 16042…                            |
| 11..                     | Bezirk Suhl      | 535191                         | 256278                         | 278913                         | 357                  | 385554                           | zum Land Thüringen                |

Mit der Wiedererrichtung der Länder auf dem Gebiet der DDR im Jahre 1990 wurden die Bezirke aufgelöst. Der Bezirk Suhl wurde dem Land Thüringen, ab 1994 Freistaat Thüringen zugeordnet.
Mit der Kreisreform, die im Freistaat Thüringen zum 1. Juli 1994 umgesetzt wurde, entstanden aus den bisherigen Kreisen größere Verwaltungseinheiten. So wurde der Kreis Bad Salzungen mit dem nördlich im ehemaligen Bezirk Erfurt liegenden Kreis Eisenach zum Wartburgkreis zusammengefasst. Der Kreis Hildburghausen wurde im Norden um Teile des Kreises Suhl und im Süden um Teile des Kreises Meiningen erweitert und bildet nun den Landkreis Hildburghausen. Die Kreise Schmalkalden und Meiningen wurden zum Landkreis Schmalkalden-Meiningen vereinigt, der Kreis Sonneberg wurde um den südlichen Teil des Kreises Neuhaus erweitert und bildet nun den Landkreis Sonneberg, der nördliche Teil des Kreises Neuhaus wurde dem Landkreis Saalfeld-Rudolstadt angegliedert. Der Kreis Ilmenau wurde mit dem nördlich im ehemaligen Bezirk Erfurt gelegenen Kreis Arnstadt zum Ilm-Kreis fusioniert. Der Kreis Suhl wurde aufgelöst, Teile wurden in die Stadt Suhl eingemeindet; der südliche Teil um Schleusingen kam zum Landkreis Hildburghausen, der westliche und nördliche Teil um Zella-Mehlis und Oberhof kam zum Landkreis Schmalkalden-Meiningen und die im Osten von Suhl liegende Gemeinde Gehlberg wurde erst in den Ilm-Kreis eingegliedert, später von Suhl selbst eingemeindet.

## Bezirksstadt und Raumordnung
Da der Thüringer Wald den südlichen Teil Thüringens klar vom nördlichen Teil abgrenzt, war es bei der Bildung der Bezirke 1952 schwierig, eine andere Grenze als den Kamm des Gebirges auszuwählen. So entstand im fränkisch geprägten Südthüringen mit dem Bezirk Suhl der kleinste Bezirk der DDR. Ein weiteres Problem stellte die Bevölkerungsstruktur dar: so war insbesondere der Thüringer Wald dicht besiedelt, allerdings gab es im Bereich des Bezirkes keine große Stadt, auf die der Bezirk monozentrisch ausgerichtet werden konnte, wie es in vielen anderen Bezirken, etwa Erfurt, Leipzig oder Magdeburg der Fall war.
Mit über 30.000 Einwohnern war bei Gründung des Bezirkes die Industriestadt Sonneberg die größte Stadt, die allerdings im äußersten Südosten des Bezirks direkt an der innerdeutschen Grenze lag. Sie schied allein aufgrund ihrer Lage schon als zukünftige Bezirksstadt aus.
Traditionelles Zentrum des Raumes war Meiningen, zentral gelegen im Bezirk mit ausreichender Infrastruktur in jeder Hinsicht. Als ehemalige Hauptstadt des Herzogtums Sachsen-Meiningen waren hier bereits alle Voraussetzungen für eine Bezirksstadt gegeben. So sollte Meiningen mit seinen rund 24.000 Einwohnern nach dem Willen der örtlichen SED-Führung auch Bezirksstadt werden. Allerdings war Meiningen nicht industrialisiert, sondern vielmehr als klassische Residenzstadt eher ein Verwaltungs-, Kultur- und Dienstleistungszentrum, insbesondere der Finanzdienstleistungen, der Justiz und der Kultur. Weiterhin war in der Bevölkerungsstruktur das Bürgertum zu stark vertreten beziehungsweise der Anteil der Arbeiterklasse zu gering. Ein klares Veto vom ZK aus Berlin ließ daraufhin Meiningen als Bezirksstadt ausscheiden.
Stark industrialisiert und weit genug von der innerdeutschen Grenze entfernt ist die Stadt Ilmenau, die auch ein Zentrum der Bildung (Technikum, Finanzhochschule, Glasfachschule) war. Allerdings lag auch sie am Rand des Bezirks und besaß schlechte Verkehrsanbindungen zu den anderen großen Städten der Region, was auch diese Stadt als Bezirksstadt ungeeignet erscheinen ließ.
So fiel die Entscheidung für die Stadt Suhl (damals 24.000 Einwohner), welche gemeinsam mit dem benachbarten Zella-Mehlis (damals 16.000 Einwohner) ebenfalls eine stark industrialisierte Stadt war. Größter Nachteil Suhls war die Topografie: Eine Vergrößerung der Stadt erschien schwierig. Außerdem wies die Infrastruktur – besonders im Vergleich zu Meiningen – erhebliche Defizite auf, was allerdings auch den Vorteil hatte, dass die SED-Führung hier etwas komplett Neues aufbauen konnte, ohne Rücksicht auf historische Strukturen nehmen zu müssen. Dies geschah in den folgenden Jahrzehnten, wenngleich der Bezirk verhältnismäßig polyzentrisch strukturiert blieb.
Meiningen blieb ein kulturhistorisches Zentrum, hinsichtlich Bildung waren es nach wie vor Ilmenau und Schmalkalden mit ihren Technischen Hochschulen und auch die Industrie wurde nicht entscheidend zentralisiert. Nach der Wiedervereinigung musste sich die ehemalige Bezirksstadt aufgrund des Strukturwandels erheblichen Problemen stellen, so kam ein bis heute andauernder überdurchschnittlicher Bevölkerungsrückgang hinzu. Demgegenüber konnten die drei anderen größeren Städte im Bezirk die Folgen der Wiedervereinigung etwas besser kompensieren.

## Regierungs- und Parteichefs

### Vorsitzende des Rates des Bezirkes
- 1952–1958: Fritz Sattler (1896–1964)
- 1958–1967: Wilhelm Behnke (1914–1979)
- 1967–1990: Arnold Zimmermann (1922–2015)
- 1990–9999: Helmuth Vierling (kommissarisch, * 1945)
- 1990–9999: Werner Ulbrich (Regierungsbevollmächtigter, * 1939)

### Erste Sekretäre derSED-Bezirksleitung
- 1952–1954: Adolf Färber (1912–1987)
- 1954–1956: Kurt Schneidewind (1912–1983)
- 1956–1968: Otto Funke (1915–1997)
- 1968–1989: Hans Albrecht (1919–2008)
- 1989–1990: Peter Pechauf (1941–2025)

## Dialekte bzw. Mundarten
- Ostfränkische Dialekte
  - Unterfränkisch
    - Grabfeldisch in den Kreisen Meiningen und Hildburghausen
    - Hennebergisch in den Kreisen Schmalkalden, Meiningen, Suhl, Hildburghausen und Bad Salzungen
    - Itzgründisch in den Kreisen Sonneberg und Hildburghausen

  - Rhöner Platt, eine Mundart des Osthessischen, in den Kreisen Bad Salzungen und Meiningen
  - Oberfränkisch in Heinersdorf im Kreis Sonneberg
- Thüringische Dialekte
  - Ilmthüringisch im Kreis Neuhaus
  - Zentralthüringisch im Kreis Ilmenau
  - Südostthüringisch im Kreis Neuhaus

## Weitere Daten

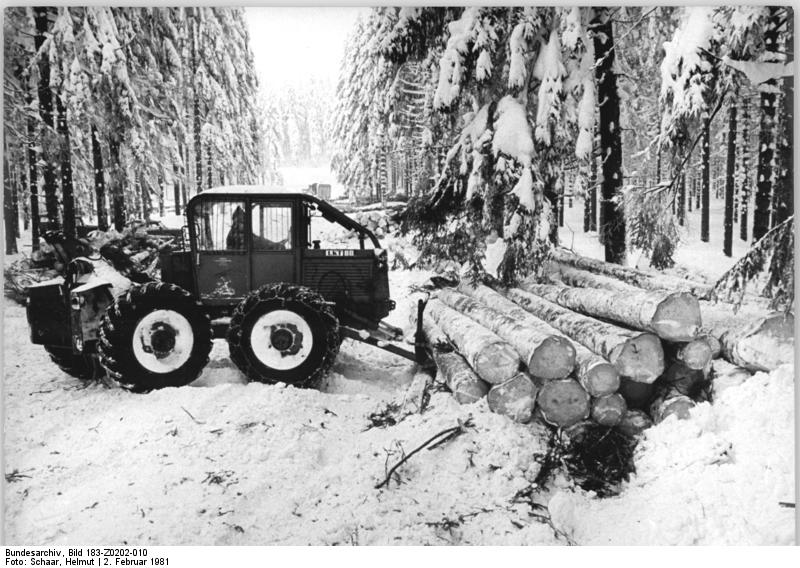
Mitarbeiter des staatlichen Forstwirtschaftsbetriebes Ilmenau bei der Holzgewinnung, 1981

- Größe: 3876 Quadratkilometer, davon 50 % Waldfläche
- Industrie: Forstwirtschaft, Holzver- und bearbeitung, Bergbau (Kalisalz, Schwerspat), Maschinenbau, Fahrzeugbau (Mopeds), Schienenfahrzeugbau, Jagd- und Sportwaffen, Haushaltsgeräte, Elektrotechnik, Mikroelektronik, Glas-, Spielwaren- und Porzellanindustrie.
- Größte Städte:

| Stadt          | Einwohner (1950) | Einwohner (1984) | Einwohner (2005) |
| -------------- | ---------------- | ---------------- | ---------------- |
| Suhl           | 24.020           | 56.345           | 42.689           |
| Ilmenau        | 19.108           | 29.481           | 26.737           |
| Sonneberg      | 30.182           | 28.400           | 23.805           |
| Meiningen      | 23.484           | 25.892           | 21.448           |
| Bad Salzungen  | 10.006           | 21.335           | 16.504           |
| Schmalkalden   | 12.665           | 17.410           | 17.910           |
| Zella-Mehlis   | 16.914           | 13.921           | 12.245           |
| Hildburghausen | 7.568            | 11.258           | 12.296           |

Der Bezirk Suhl war der kleinste Bezirk der DDR und wurde scherzhaft auch „Autonome Bergrepublik“, „Sozialistisches unterentwickeltes Hinterland“ oder „Gebirgsrepublik Südthüringen“ genannt.

## Wappen
Durch die Siegelordnung der DDR vom 28. Mai 1953 verloren alle regionalen Wappen ihre Bedeutung als Marke bzw. Siegel. Jedoch wurden die Wappen der Städte und Kreise weiterhin an Gebäuden oder in Publikationen verwendet, ohne eine amtliche Funktion zu erfüllen. Das in einigen Büchern verwendete Wappen des Bezirkes Suhl zeigt in Wirklichkeit das Wappen der Stadt Suhl. Amtlich war das Siegelwappen der DDR. Erst durch die Kommunalverfassung der DDR vom 17. Mai 1990 durften Gemeinden und Kreise erstmals wieder ausdrücklich Wappen führen und als Siegel verwenden.

## Kunstpreis
Wie die Räte anderer Bezirke stiftete der Rat des Bezirks Suhl einen Kunstpreis, den Max-Reger-Preis. 